# 3A Assegnatari Associati Arborea
Die 3A Assegnatari Associati Arborea Soc. Coop. agr. p. A. (Marktauftritt Latte Arborea) ist ein italienisches Milchwirtschaftsunternehmen mit Sitz in Arborea. Sie ist in Form einer Genossenschaft organisiert und verarbeitet die Rohmilch der rund 300 angeschlossenen Milchproduzenten zu Milch, verschiedenen Käsesorten wie Frisch-, Streich-, Weich-, Halbhart- und Hartkäse, Butter, Sahne sowie Joghurts, die unter der Marke Latte Arborea vertrieben werden.
3A bezieht rund 90 Prozent der gesamten Kuhmilchproduktion der Region Sardinien und verarbeitet jährlich über 200 Millionen Liter Rohmilch. Das Unternehmen beschäftigt mehr als 220 Mitarbeiter und erwirtschaftete 2008 einen Umsatz von rund 138 Millionen Euro.

## Geschichte
Die Genossenschaft Assegnatari Associati Arborea wurde 1956 in der gleichnamigen Stadt gegründet und entwickelte sich zum tragenden Pfeiler der Wirtschaft des in den 1920er Jahren trockengelegten ehemaligen Moorgebietes in der Provinz Oristano. Die steigende Viehzucht und die entsprechend steigende Milchproduktion in den Nachkriegsjahren sowie die Land- und Agrarreform Anfang der 1950er Jahre führten zum Bedürfnis einer zentralen Milchverarbeitungsorganisation. Diese wurde 1956 mit der Gründung der Assegnatari Associati Arborea geschaffen. In der Folge entwickelte sich das Unternehmen über die Jahre zum wichtigsten Molkereiunternehmen Sardiniens.